# Heinrich Studer (Politiker)
Heinrich Studer (* 27. September 1815 in Wipkingen bei Zürich; † 22. oder 23. März 1890 in Bendlikon (siehe Kilchberg)), heimatberechtigt in Maschwanden und seit 1836 in Zürich, war ein Schweizer Unternehmer, Bankmanager und liberaler Politiker.

## Leben

### Familie
Heinrich Studer war das älteste Kind des Baumwolldruckers und späteren Kantonsrats Heinrich Studer (* 1789 in Riesbach; † 1853), der aus Maschwanden stammte, und dessen Ehefrau Dorothea (geb. Unholz) (* 1793); er hatte noch zehn Geschwister.
Im Haus seines Vaters verkehrten bedeutende Persönlichkeiten, unter anderem der Mathematiker Karl Heinrich Gräffe, der Chemiker Carl Löwig, der Staatsanwalt David Ulrich (1797–1844) der Staatsrechtler Ludwig Snell, der Züricher Bürgermeister Conrad Melchior Hirzel sowie der Seminardirektor Ignaz Thomas Scherr. 1842 heiratete er Amalie († 10. März 1884), die Tochter des Arztes und Landesfähnrichs Jakob Heer; gemeinsam hatten sie einen Sohn und zwei Töchter.
1861, nach dem Brand von Glarus, bei dem auch sein Wohnhaus zerstört wurde, erfolgte der Umzug nach Kilchberg. Anfang 1862 erwarb er in Bendlikon die Villa Blumenthal.
Er pflegte eine private Freundschaft mit Johann Jakob Blumer und Joachim Heer. Seinen Nachruf verfasste Eduard Suter.

### Werdegang
Heinrich Studer besuchte die Industrieschule, aus der später die Kantonsschule Enge hervorging, in Zürich und hatte Mathematikunterricht bei Joseph Ludwig Raabe.
Er immatrikulierte sich 1834 zu einem Mathematik- und Chemiestudium an der Universität Zürich.
1836 hatte sein Vater einen Gesellschaftsvertrag mit dem Landschreiber Heinrich Brunner in Glarus abgeschlossen bezüglich Übernahme und gemeinsamen Betriebs des Kattundruckerei-Geschäfts, dem Brunner vorstand. Nach Beendigung des Studiums, Ostern 1837, wurde er technischer Leiter der Baumwolldruckerei in Glarus, bevor er von 1842 bis 1860 Teilhaber des Unternehmens war. In der Fabrik wirkte er an der Gründung und Einrichtung der Alterskasse für Fabrikarbeiter in Glarus mit. Von ihm stammten der Statutenentwurf, und die Rentenberechnungen, die sich in der Ausführung als zutreffend erwiesen; diese Alterskasse besass Ende 1889 ein Vermögen von mehr als 294.000 Schweizer Franken.
1852 war er Mitgründer und von 1853 bis 1870 Mitglied des Verwaltungsrats des ersten Bankinstituts in Glarus, das 1912 eine Filiale der schweizerischen Kreditanstalt wurde. Im November 1861 war er von der Versicherungsgesellschaft Helvetia zum Mitglied des Verwaltungsrats gewählt worden.
Nach der Gründung eines Dampfbootunternehmens für das linke Zürichsee-Ufer, dessen Betrieb am 1. Juni 1864 eröffnet wurde, wurde er Mitglied des Verwaltungsrats dieser Gesellschaft; nachdem das Unternehmen 1868 mit der alten Dampfschiffgesellschaft für den Zürichsee (siehe Zürichsee-Schifffahrtsgesellschaft) verschmolzen war, trat er in diesen Verwaltungsrat ein, bis das Unternehmen 1874 an die Gesellschaft der Schweizerischen Nordostbahn überging. Er wurde 1870 Präsident der Zürcher Kantonalbank und blieb bis 1878 in diesem Amt. Von 1878 bis zu seinem Rücktritt 1889 übernahm er von Eugen Escher die Finanzverwaltung und war Direktionspräsident der Schweizerischen Nordostbahn.
In der Schweizer Armee erreichte er den Dienstgrad Hauptmann. Auch nach Beendigung seiner Dienstzeit beteiligte er sich am Sonderbundskrieg, indem er eine Kompanie der Infanterie führte.

### Politisches Wirken
Heinrich Studer war liberaler Glarner Landrat und der Bezirk Horgen übertrug ihm das Amt eines Bezirksschulpflegers und die Gemeinde Kilchberg ernannte ihn zum Mitglied der Gemeindeschulpflege, in dem er bis zu seinem Tod den Vorsitz führte. 1864 wurde er zum Mitglied des Grossen Rats für den Wahlkreis Thalwil gewählt.
Von 1864 bis 1890 war er Zürcher Kantonsrat; in dieser Zeit war er auch von 1866 bis 1869 Regierungsrat im Kanton Zürich. Im Regierungsrat war er im Departement Inneres für die Abteilung Landwirtschaft und in der Direktion der Finanzen für die Abteilung Spitalpflege verantwortlich. Heinrich Studer erarbeitete einen Gesetzentwurf mit Änderungen an der landwirtschaftlichen Schule in Strickhof, der vom Grossen Rat zum Gesetz erhoben wurde und 1867 zur Reorganisation der Schule führte. 1872 erfolgte seine Wahl in den Bankrat.
Nachdem sich die Wähler am 26. Januar 1868 in einer Volksabstimmung für eine Revision der Staatsverfassung ausgesprochen hatte, wurde Heinrich Studer in den Verfassungsrat gewählt. Das ausgearbeitete Verfassungswerk wurde am 18. April 1869 in einer Volksabstimmung angenommen. 1875 sprach er sich für eine Subventionierung der Gotthardbahn aus.
Vom 2. Dezember 1872 bis zum 1. Dezember 1878 war er Nationalrat. Er trat für die Proporzwahl ein, und, obwohl er sich für die Arbeiter einsetzte, bekämpfte er das eidgenössische Fabrikgesetz von 1877.

## Mitgliedschaften
Heinrich Studer wurde in den Vorstand des landwirtschaftlichen Kantonalvereins gewählt und dort 1868, als Nachfolger von Elias Landolt, zum Präsidenten ernannt. 1870 übergab er das Amt an Elias Landolt; später erfolgte seine Ernennung zum Ehrenmitglied.
Er war von 1874 bis 1878 Mitglied der Kaufmännischen Gesellschaft (siehe Zürcher Handelskammer). 1875 wurde er in den Vorstand gewählt und übte von 1874 bis 1875 sowie 1877 das Amt des Vizepräsidenten aus.